# Stefano Petitti
Stefano Petitti (Roma, 2 settembre 1953) è un giurista italiano, giudice della Corte costituzionale dal 10 dicembre 2019.

## Biografia
Dopo essere stato presidente della sesta sezione penale della Corte di cassazione e membro del Tribunale Superiore delle acque pubbliche, è presidente della seconda sezione civile e componente delle sezioni unite civili.
Il 28 novembre 2019 è stato eletto giudice della Corte costituzionale dai magistrati della Cassazione, superando al ballottaggio l'avvocato generale Luigi Salvato. Giura, nelle mani del Presidente della Repubblica Sergio Mattarella, il 10 dicembre 2019, entrando in carica e subentrando al giudice Giorgio Lattanzi cessato dal mandato.

## Opere
- Giovanni Novelli, Stefano Petitti e Stefano Filippini, Codice di procedura civile: annotato con la giurisprudenza, 15ª ed., Milano, Giuffrè Editore, 2019  [1992], ISBN 978-88-288-1040-7.